# Liz McManus
Pour les articles homonymes, voir McManus.
Liz McManus, née le 23 mars 1947 à Montréal (Québec), est une ancienne femme politique et romancière irlandaise. Députée au Dáil Éireann de 1992 à 2011, elle est également secrétaire d'État auprès du département de l'Environnement (en) de 1994 à 1997 et cheffe adjointe du Parti travailliste de 2002 à 2007.

## Biographie

### Études et parcours littéraire
Liz McManus naît en 1947 à Montréal, au Canada. Elle étudie l'architecture à l'University College Dublin, où elle partage une table à dessin avec le futur homme politique travailliste Ruairi Quinn.
Liz McManus est une écrivaine accomplie. Son premier roman Acts of Subversion est nommé au Prix de littérature Aer Lingus/Irish Times. McManus remporte également un Irish PEN Award (en) de fiction. En 2015, elle publie son deuxième roman, A Shadow in the Yard.
En outre, McManus rédige une chronique hebdomadaire dans le Sunday Tribune (en) de 1986 à 1992.

### Carrière politique
En 1979, McManus est élue au conseil municipal de Bray pour le Sinn Féin — Parti des travailleurs en 1979, avant d'être élue au conseil du comté de Wicklow. Elle participe en 1978 à la création d'un refuge pour femmes battues à Bray, dont elle est la directrice jusqu'en 1991.
Aux élections générales de 1992, McManus est élue Teachta Dála (députée) de la circonscription de Wicklow pour le parti Gauche Démocratique (en) (DL). Elle conserve son siège jusqu'à son départ à la retraite en 2011. En décembre 1994, la Gauche Démocratique forme un nouveau gouvernement (en) avec le Fine Gael et le Parti travailliste ; McManus est alors nommée secrétaire d'État auprès du département de l'Environnement (en) et conserve ce poste jusqu'à la défaite de la coalition en juin 1997. Durant cette période, elle est également membre du Forum nord-irlandais pour la paix et la réconciliation (Northern Ireland Forum for Peace and Reconciliation).
En 1999, la Gauche Démocratique fusionne avec le Parti travailliste. En 2002, McManus est élue cheffe adjointe du Parti travailliste, tandis qu'un autre Teachta Dála de la DL, Pat Rabbitte, en devient le président. McManus devient aussi la porte-parole du Parti pour la santé. Après la démission de Pat Rabbitte le 23 août 2007, McManus est chef du Parti travailliste par intérim jusqu'au mois de septembre, mais elle ne se représente pas à la nouvelle élection du chef du Parti. Joan Burton lui succède au poste de cheffe adjointe. 
Peu avant les élections générales de 2011, Liz McManus annonce son retrait de la vie politique.

### Vie privée
Liz McManus a été l'épouse du médecin et conseiller de comté John McManus jusqu'en 2006. Le couple a quatre enfants.